# (6775) Giorgini
(6775) Giorgini (1989 GJ) – planetoida z pasa głównego asteroid okrążająca Słońce w ciągu 4,38 lat w średniej odległości 2,68 j.a. Odkryta 5 kwietnia 1989 roku.